# Akis elegans
Akis elegans es una especie de escarabajo del género Akis, familia Tenebrionidae. Fue descrita científicamente por Charpentier en 1825.
Se distribuye por Argelia, Marruecos, España, Italia y Túnez. La especie se mantiene activa durante los meses de febrero y mayo.